# Edith Heilbronn-Wikström
Edith Heilbronn-Wikström (* 9. Januar 1925 in Fürth als Edith Heilbronn; † 11. Mai 1999 in Stockholm) war eine deutsch-schwedische Chemikerin.

## Leben
Edith Heilbronn wurde 1925 als Tochter von Philipp Heilbronn und Else Schwarz in Fürth geboren. 1938 emigrierte die Familie aufgrund der zunehmenden Verfolgung deutscher Juden nach Schweden, wo Heilbronn eine Ausbildung zur Chemielaborantin absolvierte. An der Abendschule machte sie das Abitur, ehe sie 1951 an der Universität Stockholm den Bachelor of Philosophy erlangte. 1959 folgte das Lizenziat, 1965 erlangte sie an der Universität Uppsala den Ph.D. Ab 1966 lehrte sie Biochemie an der Universität Stockholm, von 1974 bis 1976 war sie außerordentliche Professorin für Neurochemie. Sie war ab 1952 für das Forschungsinstitut des schwedischen Verteidigungsministeriums tätig und erforschte die Bekämpfung von Nervengasen. Ab 1974 war sie dort auch Forschungsleiterin. Außerdem leitete sie ab 1979 die Abteilung für Neurochemie und Neurotoxikologie der Universität Stockholm und wurde 1983 Professorin für Neurochemie und Neurotoxikologie. Heilbronn-Wikström veröffentlichte über 220 Publikationen auf dem Gebiet der Biochemie, Neurochemie und Neurotoxikologie. Im Jahr 1979 erhielt sie einen Ehrendoktortitel der Universität Lund. Ihr Forschungsschwerpunkt lag im Bereich der chemischen Prozesse, die in Gehirn und Nerven ablaufen.